# 大面村
大面村（おおもむら）は、かつて新潟県南蒲原郡にあった村。

## 沿革
- 1901年（明治34年）11月1日 - 南蒲原郡大潟村及び帯織村が合併して、南蒲原郡大面村が発足する。
- 1956年（昭和31年）9月30日 - 南蒲原郡福島村及び大面村が合併して、南蒲原郡栄村が発足する。

## 交通

### 鉄道路線
- 日本国有鉄道
  - 信越本線
    - 帯織駅